# Гарсия, Вашингтон Луиджи
Вашингтон Луиджи Гарсия (порт. Washington Luigi Garcia, также в некоторых источниках фамилия указана как Гарусия) (14 ноября 1978, Сан-Паулу) — бразильский футболист.

## Карьера
Карьеру начинал в родном клубе «Сан-Паулу». Однако закрепиться в одном из сильнейших клубов Бразилии Вашингтон не смог. Позже он сменил не один бразильский клуб, однако нигде не смог стабильно заиграть. Футболист также выступал в чемпионатах Японии, Бельгии, России и Мексики.
В 2003 году Вашингтон был приобретён астраханским «Волгарём-Газпромом». В клуб он пришёл вместе с другим бразильским футболистом Паулу Эмилиу. Однако он не смог помочь команде остаться в Первом дивизионе. Всего за «Волгарь-Газпром» нападающий сыграл 18 игр и забил 3 мяча.
В 2009 году форвард перешёл в мексиканский «Индиос». За клуб Вашингтон провёл всего один матч в Апертуре, после чего был отчислен из команды.
В 2012 году футболист выступал за бразильский «Корурипи», игравший в местной Серии D. Последним известным клубом в карьере Вашингтона в 2013 году был «Насьонал» из Сан-Паулу.

## Титулы и достижения
- Чемпион штата Алагоас (1): 2009